# 卡爾切瓦
45°44′1″N 28°48′43″E / 45.73361°N 28.81194°E
卡爾切瓦（羅馬化：Kalcheva，羅馬化：Kalchevo）是位於烏克蘭西南部的村莊，由敖德萨州博爾赫拉德區的瓦西利夫卡市鎮負責管轄。該村始建於1861年，面積4.21平方公里，海拔高度64米，2007年人口3,483，人口密度每平方公里827.3人。